# 2011-es országútikerékpár-világbajnokság
A 2011-es országútikerékpár-világbajnokságot, amely a 78. volt a sorban, az dániai Koppenhágában rendezték meg 2011. szeptember 19. és 25. között.

## Eseménynaptár
| ● | Selejtezők | ● | Döntők |

| szeptember                 | 19 | 20 | 21 | 22 | 23 | 24 | 25 |
| -------------------------- | -- | -- | -- | -- | -- | -- | -- |
| férfi időfutam             |    |    | 1  |    |    |    |    |
| női időfutam               |    | 1  |    |    |    |    |    |
| férfi mezőnyverseny        |    |    |    |    |    |    | 1  |
| női mezőnyverseny          |    |    |    |    |    | 1  |    |
| férfi U23 időfutam         | 1  |    |    |    |    |    |    |
| férfi U23 mezőnyverseny    |    |    |    |    | 1  |    |    |
| férfi junior időfutam      |    | 1  |    |    |    |    |    |
| női junior időfutam        | 1  |    |    |    |    |    |    |
| férfi junior mezőnyverseny |    |    |    |    |    | 1  |    |
| női junior mezőnyverseny   |    |    |    |    | 1  |    |    |

## A magyar versenyzők eredményei
| Versenyző         | Versenyszám                | Helyezés |
| ----------------- | -------------------------- | -------- |
| Fejes Gábor       | Férfi U23 Időfutam         | 46.      |
| Radonics Máté     | Férfi Junior mezőnyverseny | 74.      |
| Kenyeres Ábel     | Férfi Junior mezőnyverseny | 81.      |
| Varró Bálint      | Férfi Junior mezőnyverseny | 121.     |
| Kenyó Anita       | Női mezőnyverseny          | feladta  |
| Lovassy Krisztián | Férfi mezőnyverseny        | feladta  |

## Eredmények

### Férfiak
| Versenyszám                   | Arany                                    | Arany    | Ezüst                                | Ezüst    | Bronz                            | Bronz    |
| ----------------------------- | ---------------------------------------- | -------- | ------------------------------------ | -------- | -------------------------------- | -------- |
| Időfutam (46,4 km)            | Tony Martin · Németország                | 53:43.85 | Bradley Wiggins · Egyesült Királyság | +1:16.83 | Fabian Cancellara · Svájc        | +1:20.69 |
| Mezőnyverseny (266 km)        | Mark Cavendish · Egyesült Királyság      | 5:40:27  | Matthew Goss · Ausztrália            | a.i.     | André Greipel · Németország      | a.i.     |
| U23 Időfutam (35,2 km)        | Luke Durbridge · Ausztrália              | 42:47.13 | Rasmus Christian Quaade · Dánia      | +35.68   | Michael Hepburn · Ausztrália     | +46.47   |
| U23 Mezőnyverseny (168 km)    | Arnaud Demare · Franciaország            | 3:52:16  | Adrien Petit · Franciaország         | a.i.     | Andrew Fenn · Egyesült Királyság | a.i.     |
| Junior Időfutam (27,8 km)     | Mads Wurtz Schmidt · Dánia               | 35:07.68 | James Oram · Új-Zéland               | +4.11    | David Edwards · Ausztrália       | +20.79   |
| Junior Mezőnyverseny (126 km) | Pierre-Henri Lecuisinier · Franciaország | 2:48:58  | Martijn Degreve · Belgium            | a.i.     | Steven Lammertink · Hollandia    | a.i.     |

### Nők
| Versenyszám                  | Arany                            | Arany    | Ezüst                               | Ezüst  | Bronz                            | Bronz  |
| ---------------------------- | -------------------------------- | -------- | ----------------------------------- | ------ | -------------------------------- | ------ |
| Időfutam (27,8 km)           | Judith Arndt · Németország       | 37:07.38 | Linda Melanie Villumsen · Új-Zéland | +21.73 | Emma Pooley · Egyesült Királyság | +24.13 |
| Mezőnyverseny (140 km)       | Giorgia Bronzini · Olaszország   | 3:21:28  | Marianne Vos · Hollandia            | a.i.   | Ina Teutenberg · Németország     | a.i.   |
| Junior Időfutam (13,9 km)    | Jessica Allen · Ausztrália       | 19:18.63 | Elinor Barker · Egyesült Királyság  | +1.84  | Mieke Kröger · Németország       | +2.80  |
| Junior Mezőnyverseny (70 km) | Lucy Garner · Egyesült Királyság | 1:46:17  | Jessy Druyts · Belgium              | a.i.   | Christina Siggaard · Dánia       | a.i.   |

## Éremtáblázat
|          | Nemzet             | Arany | Ezüst | Bronz | Összesen |
| 1.       | Egyesült Királyság | 2     | 2     | 2     | 6        |
| 2.       | Ausztrália         | 2     | 1     | 2     | 5        |
| 3.       | Németország        | 2     | 0     | 3     | 5        |
| 4.       | Franciaország      | 2     | 1     | 0     | 3        |
| 5.       | Dánia              | 1     | 1     | 1     | 3        |
| 6.       | Olaszország        | 1     | 0     | 0     | 1        |
| 7.       | Új-Zéland          | 0     | 2     | 0     | 2        |
| 8.       | Belgium            | 0     | 2     | 0     | 2        |
| 9.       | Hollandia          | 0     | 1     | 1     | 2        |
| 10.      | Svájc              | 0     | 0     | 1     | 1        |
| Összesen | Összesen           | 10    | 10    | 10    | 30       |

## Külső hivatkozások
- Hivatalos honlap
- Nemzetközi Kerékpáros Szövetség (UCI)